# Porterville, California
Porterville, California là một thành phố thuộc quận Tulare trong tiểu bang California, Hoa Kỳ. Thành phố có tổng diện tích  km², trong đó diện tích đất là  km². Theo điều tra dân số Hoa Kỳ năm 2010, thành phố có dân số 54.165 người. Thành phố là một phần của vùng đô thị Visalia-Porterville.
Porterville nằm trong thung lũng San Joaquin, dân số của thành phố đã tăng trưởng đáng kể như là thành phố sáp nhập nhiều khu vực xung quanh Porterville. Không bao gồm trong dân số của thành phố là Đông Porterville. Tổng điều tra dân số khác 6.767 người dân ở đó, khiến cho dân số thành thị Porterville đạt tổng cộng 60.932 cư dân. Porterville được coi là một phần của khu vực chỉ định thống kê đô thị Visalia-Porteville.
Từ năm 1854, Peter Goodhue điều hành một điểm dừng lại ở Stockton - đường Los Angeles trên bờ sông Tule cho đến khi sông đã thay dòng chảy của nó vào năm 1862. 
Theo Cục Điều tra Dân số Hoa Kỳ, thành phố có tổng diện tích 17,7 dặm vuông (46  km²), trong đó, 17,6 dặm vuông (46  km²) là diện đất và 0,1 dặm vuông (0,26  km²) (0,41%) là mặt nước nước.
Porterville nằm trên sông Tule tại chân đồi phía tây của dãy núi Sierra Nevada và phần phía đông nhất của thung lũng miền Trung của California. Tại chân đồi ở trên Porterville là hồ Success nhân tạo.